# 雪佛龍
雪佛龍股份有限公司（英語：Chevron Corporation）是世界最大的跨國能源公司之一，總部位於美國加州聖拉蒙市（San Ramon）並在全球超過180個國家有業務。其業務範圍滲透石油及天然氣工業的各個方面：探測、生產、提煉、營銷、運輸、石化、發電等。也製造燃油車。雪佛龍原名加利福尼亞標準石油（Standard Oil of California，簡稱Socal），是1911年標準石油由於反托拉斯案分裂的結果。雪佛龍是世界六大石油公司之一。
2001年10月，雪佛龙以390亿美元兼并了其主要竞争对手之一德士古，并以雪佛龙-德士古（ChevronTexaco）作为公司的名称。2005年5月9日雪佛龙德士古宣布，更名为“雪佛龙公司”。

## 历史
雪佛龙的历史可以追溯到洛杉矶北部的皮科峡谷（现在是皮科峡谷油田）发现原油。这一发现导致了1879年雪佛龙公司最早的前身太平洋海岸石油公司的成立。
雪佛龙集团起初叫加州标准石油，或者简称SoCal，成立于约翰·D·洛克菲勒家族的标准石油公司反垄断拆分期间的1911年。曾是20世纪早期控制美国石油工业的“七姐妹”之一。1933年，沙特阿拉伯赋予加州标准石油探油权，并在1938年发现了原油。1950年代早期，加州标准石油在沙特发现了世界上最大的加瓦尔油田。加州标准石油的子公司，加州-阿拉伯标准石油发展数年后于1944年成为阿拉伯美国石油公司（简称：阿美）。1973年，沙特政府开始收购阿美。到1980年，整个阿美归沙特所有，并于1988年更名为沙特阿拉伯石油公司（简称：沙特阿美）。
1982-83年，雪佛龙以合營方式，投得包括中國黃海及南海部分區域的探油權，並建成包括惠州21-1在內的多個油氣田。
加州标准石油于1984年和海湾石油合并，成为当时历史上最大的购并案。在反垄断条例下，加州标准石油剥离了许多海湾石油的子公司，并把海湾石油的加油站和一个设在美国东部的炼油厂出售。加州标准石油更名为雪佛龙集团。
1992年6月，达力智公司（NYSE: DYN）因雪佛龙的天然气和液化天然气业务和达力智的前身Natural Gas Clearinghouse公司（NYSE: NGC）。NGC在1994年成为综合天然气服务公司。
2000年2月1日完成的一项购并案，伊利诺娃公司（NYSE: ILN）成为达力智公司旗下全资子公司，雪佛龙占有其28%的股份。
2001年，雪佛龙集团兼并了德士古成为雪佛龙-德士古。2005年5月9日，雪佛龙德士古宣布放弃德士古一名，重新改回雪佛龙，而德士古依然是雪佛龙集团的一个品牌。2005年8月19日，雪佛龙并购了美国加州联合公司（优尼科），并因为优尼科在东南亚的大量地热开发而成为世界上最大的地热能源商。
雪佛龙于2007年与中国石油天然气集团公司（中石油）签订了一项为期30年的天然气合作开发项目，雪佛龙（优尼科东海有限公司）作为作业方占有49%股份，中石油作为甲方占有51%股份。天然气项目位于中国四川省东北部地区（达州市宣汉县）和重庆市开县。项目于2008年组建，2009年开始修井，一开始预计2010年投产。但是这个项目由于各种各样的原因，进展十分缓慢，终於於2017年2月成功首气。
2019年4月12日雪佛龍以0.39股雪佛龍股票以及16.25美元現金，相當於每股65美元，斥資330億美元收購阿納達科石油公司（Anadarko）。
2019年5月10日雪佛龍放棄提價收購同業阿納達科石油(Anadarko Petroleum)，將向後者收取10億美元分手費。

## 新政策和发展

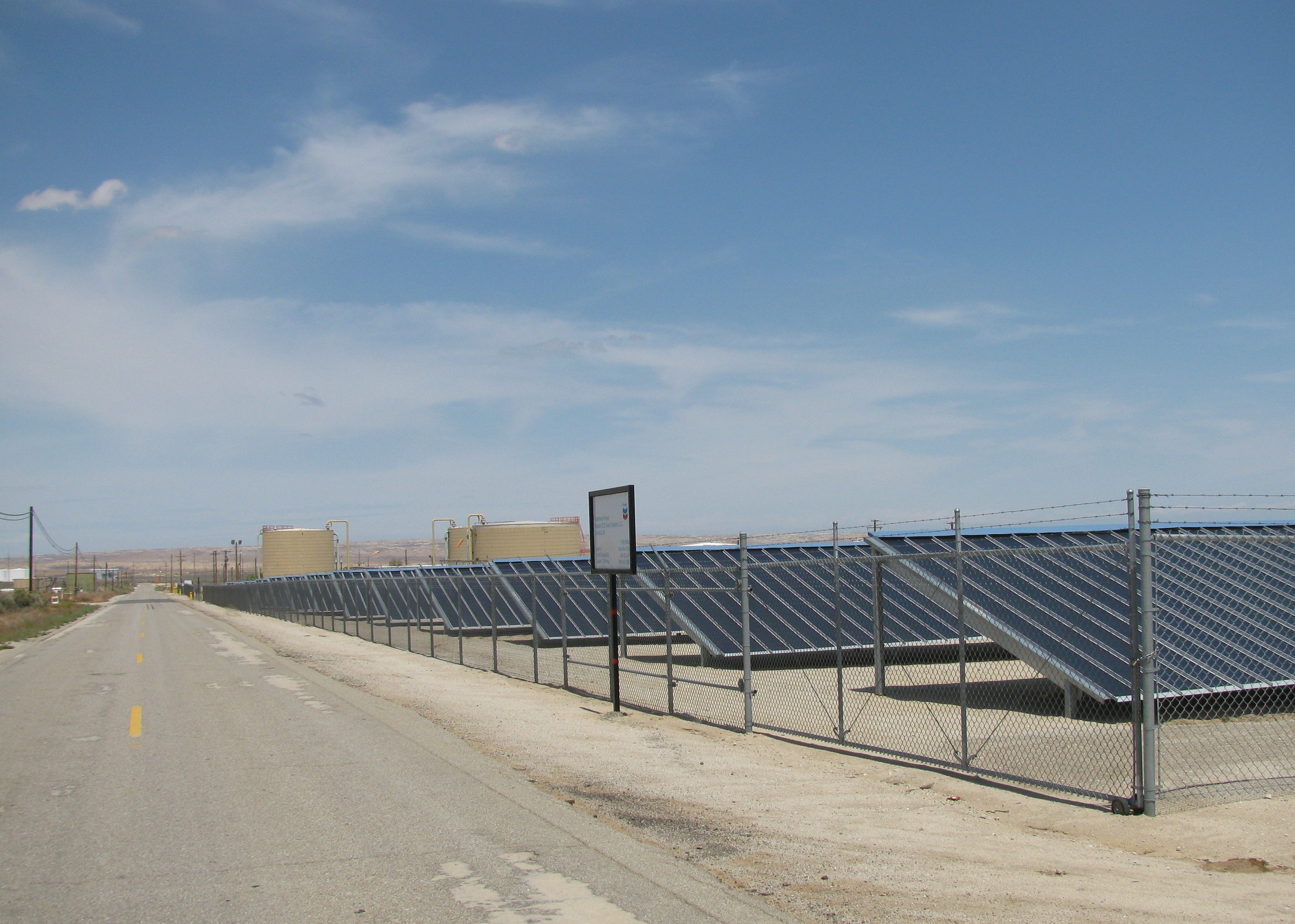
雪佛龙在加州费尔罗斯500千瓦光伏项目

雪佛龙已经逐步开始减少温室气体排放，来获得更清洁的能源。在美国的石油公司中，雪佛龙因为在可替代能源方面的巨大投资并定下目标来减少温室气体排放而获得了最高的评价。雪佛龙为全球地热能最大生产商，所产生的能源足可供应给超过七百万家庭使用。

## 市场品牌

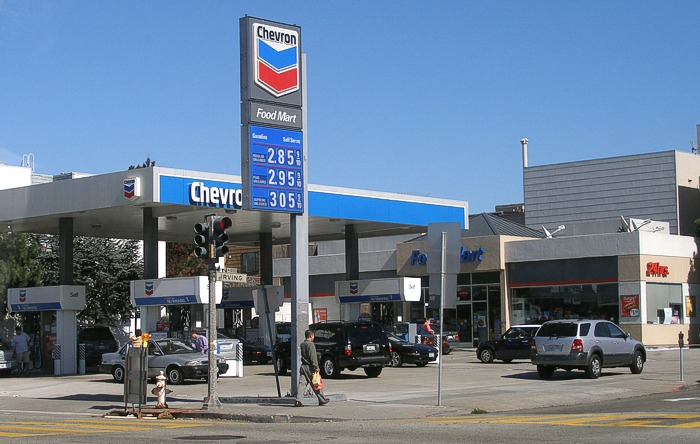
2006年前典型的雪佛龙加油站标志

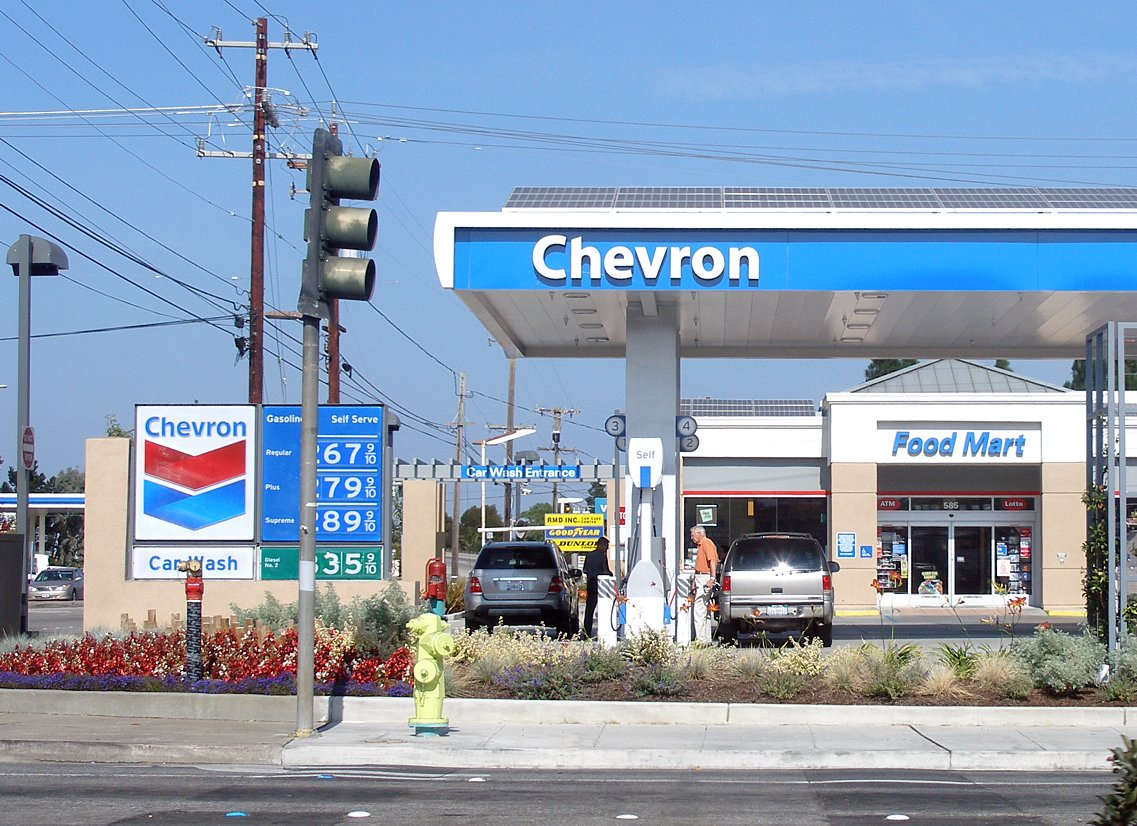
2006年雪佛龙开始逐步采用的加油站标志

### 燃油
- 雪佛龙
- 标准石油 (有限条件)
- 德士古
- 加德士
- 海湾石油
- 优尼科
- Dinoco

### 便利店
- Star Mart
- Extra Mile
- Redwood Market
- Town Pantry

### 润滑油
- Delo (sold by Caltex and Chevron)
- Havoline (sold by Caltex and Texaco)
- Revtex (sold by Caltex)
- Ursa (sold by Texaco)

### 燃油添加剂
- Techron - Chevron, Texaco (phased in during 2005), Caltex (phased in during 2006 and later)
- Techron concentrate plus
- Clean System 3 - Texaco (phased out during 2005 in favor of Techron)
- PE Purescape